# Otto Wymann
Adolf Otto Josef Anton Wymann (* 10. Juni 1886 in Beckenried; † 18. April 1954 ebenda) war ein Schweizer Politiker. Von 1943 bis 1952 gehörte er als Vertreter der Liberalen dem Regierungsrat des Kantons Nidwalden an.

## Leben
Otto Wymann wurde als Bürger von Beckenried als Sohn des Regierungsrats Adalbert Wymann und der Karolina (auch Carolina) Käslin geboren. Nach der Schulzeit ging er zur Post. Die Ausbildung machte Wymann in St. Gallen. Danach arbeitete er in Göschenen im Kanton Uri und arbeitete anschliessend als Postbeamter in Stans. Wenige Jahre später war Wymann bis zu seiner Pensionierung 1953 Posthalter seiner Heimatgemeinde Beckenried.
Otto Wymanns politische Laufbahn auf Gemeindestufe begann 1926. Er wurde Vizegemeindepräsident von Beckenried und Mitglied der Gemeindesteuerkommission. Fünf Jahre später wurde Wymann sogar Gemeindepräsident. Im Jahr 1934 war er wieder einfaches Mitglied des Gemeinderats und sechs Jahre später verzichtete Otto Wymann auf eine Wiederwahl als Gemeinderat. Im selben Jahr 1940 wurde er für drei Jahre Kirchmeier (Präsident des Kirchenrats).
Auf Kantonsebene errang Otto Wymann sein erstes politisches Amt im Jahr 1931, als er Ratsherr im Landrat wurde. Das Volk wählte ihn an der Landsgemeinde 1943 in den Regierungsrat. Neun Jahre blieb er Mitglied der Nidwaldner Regierung. In den Jahren 1947, 1949 und 1951 war er Landammann des Kantons Nidwalden. 1943 war Wymann Chef der Lebensmitteldirektion und der Lebensmittelkontrolle, Stellvertreter der Verkehrsdirektion (1946 Chef der Verkehrsdirektion) sowie Mitglied der Kommissionen für berufliche Ausbildung und für das Gastgewerbe. Wegen seiner angeschlagenen Gesundheit trat er 1952 zurück. 
Otto Wymann heiratete am 23. April 1910 die Urnerin Louise Viktoria Doris (Dorly genannt) Gamma. Aus dieser Ehe stammen drei Kinder (zwei Söhne und eine Tochter). Der ältere Sohn starb im Alter von 21 Jahren bei einem Skiunfall. Der jüngere Sohn wurde sein Nachfolger als Posthalter von Beckenried. Otto Wymann war Mitgründer der Seilbahn Beckenried-Klewenalp.